# Водительское удостоверение в США

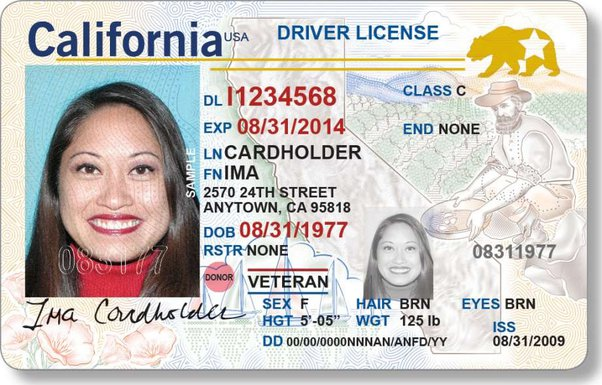
Водительское удостоверение США, выданное в Калифорнии (образец 2019 года)

В США выдача водительских прав возложена на власти отдельных штатов (также на власти федерального округа Колумбия и на власти иных территорий, не имеющих статуса штата). Водители обычно получают права в том штате, в котором они проживают, и все штаты признают права друг друга. Категории прав во многих штатах совпадают, а права на коммерческие автомобили стандартизованы федеральным законом.
Обозначение пола в водительских правах США: SEX — (M)ale (мужчина) или (F)emale (женщина).

## История

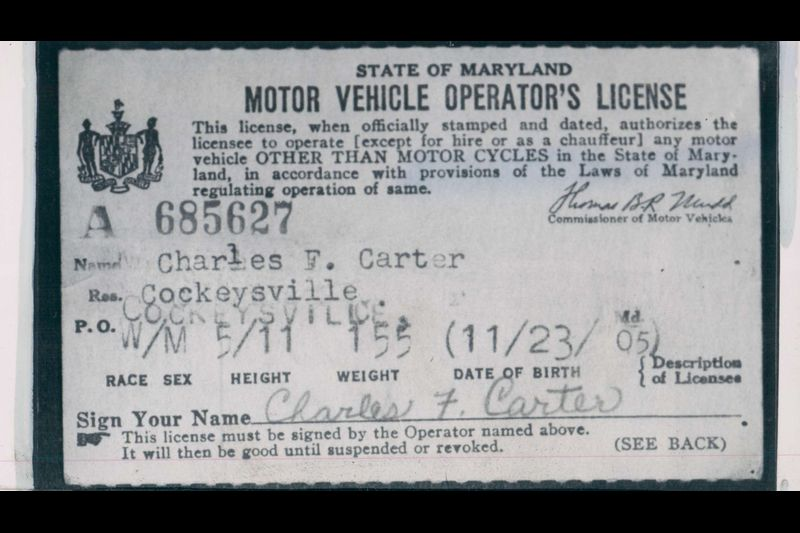
Водительское удостоверение штата Мэриленд, выданное в 1955 году

Когда количество автотранспортных средств в США достигло десятков тысяч, правительства штатов и местные власти обрели новые полномочия: разрешили автомобили и должность водителей.
В 1901 году Нью-Йорк стал первым штатом, зарегистрировавшим автомобили.
К 1918 году все штаты США начали выдавать и требовать наличия номерных знаков, в то время как водительские удостоверения были не во всех штатах.
К 1935 году их выпустили только 39 штатов, и лишь немногие из них проверяли их наличие, несмотря на широко распространённую озабоченность по поводу некомпетентных водителей. Первых автомобилистов учили водить автомобили продавцы автомобилей, родственники и друзья или организации, подобные YMCA.
К 1930-м годам во многих средних школах проводилось обучение вождению.
Массачусетс и Миссури были первыми штатами, которые требовали и выдавали водительские права в 1903 году, но при этом не было никакого экзамена, связанного с получением удостоверения.
В 1908 году Генри Форд выпустил на рынок модель T, первый доступный автомобиль для многих американцев среднего класса (в 1919 году, когда Мичиган начал выдавать водительские права, Форд получил свои первые права в возрасте 56 лет). В том же году, когда дебютировала модель T, Род-Айленд стал первым штатом, который потребовал наличие водительских удостоверений, и экзамены по вождению.

## Стандартные права
- Пассажирский автомобиль: покрывает большинство легковых автомобилей, исключая мотоциклы, соответствует категории «B» международного стандарта, принятого ООН. В различных юрисдикциях обозначение различается; в большинстве штатов такие права называются классом D, в нескольких класс C (не коммерческий) и класс D совмещаются, в штатах Флорида и Луизиана такие права обозначаются, как класс E, в Миссисипи — как класс R, в Миссури — как класс F, в штате Пенсильвания — класс С, в штате Род-Айленд — класс 10 и на Гавайях — класс 4.
- Ученические права: фактически соответствуют обычным правам, но выдаются водителям-новичкам в возрасте до 18 лет. Практически все штаты, кроме Канзаса и Южной Дакоты, обеспечивают для таких водителей дополнительные ограничения (продолжительность действия которых в разных штатах может различаться).

Такие ограничения могут включать запрет на поездки после определённого времени без присутствия взрослого (обычно полночь или час ночи, в Южной Каролине — 6 вечера, в штате Нью-Йорк — 9 вечера). Некоторые штаты могут делать исключения для специальных ситуаций. Также могут действовать ограничения на количество пассажиров ниже определённого возраста в машине; например, в Калифорнии новичкам в первые 12 месяцев или до достижения 18 лет запрещается перевозить пассажиров младше 20 лет, если в машине нет взрослых в возрасте 25 лет или более.
- Шофёр: также соответствует обычным правам, но предназначается для водителей такси, лимузинов и прочих машин, сдаваемых в аренду с водителем. Такие права не рассматриваются как коммерческие, однако некоторые штаты требуют сдавать дополнительный экзамен на знание специальных законов, регулирующих такси, и требуют иметь возраст не менее 18 лет. Обычно такие права обозначаются, как класс E. Некоторые штаты просто добавляют подтверждение на обычные права, другие могут вообще не требовать специального разрешения на вождение такси или лимузина.
- Мотоцикл: (класс «M») Покрывает только мотоциклы, и часто сочетается с другими правами. В такие права не включаются мотоциклы объёмом двигателя 50 cм³ и менее; с точки зрения закона, они считаются мопедами и либо не требуют специальных прав на вождение мотоцикла, либо, в отдельных штатах, вообще не требуют никаких прав.
- Расширенные: Выдаются гражданам США в Вашингтоне, Вермонте, Мичигане и Нью-Йорке, и наряду с правами на вождение машины удостоверяют гражданство. Могут использоваться для определения личности при пересечении морской или наземной границ с Канадой, Мексикой, карибскими государствами. Для получения таких прав требуется паспорт, свидетельство о рождении либо другой документ, доказывающий гражданство.

## Права на вождение коммерческих автомобилей

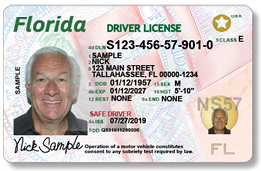
Образец водительского удостоверения Флориды категории «E» 2019 года

Класс А : комбинированные (тягач плюс прицеп) автомобили весом 26 тыс. фунтов (11 790 кг) и более. Также двойные и составные автобусы.
Класс B: Одинарные автомобили того же веса (включая большинство автобусов). Также в эту категорию включаются составные коммерческие автомобили весом менее 26 тыс. фунтов.
Класс C: Коммерческие автомобили, не подпадающие под требования классов A и B, но имеющие отметки о вождении опасных материалов, либо предназначенные для перевозки более 15 человек (исключая штат Джорджия). Может включать тяжёлые некоммерческие автомобили, например, трейлеры, весом более 16 тыс. фунтов, а также все автомобили весом более 16 тыс., но менее 26 тыс. фунтов.
Класс C во многих штатах разделяется на коммерческий и некоммерческий. Некоммерческий класс не может использоваться для аренды. Автомобили, не подпадающие под категории D/E, такие как переоборудованные автобусы, могут требовать некоммерческого C класса.

### Дополнительные категории коммерческих прав
Профессиональным водителям обычно требуется иметь дополнительную категорию, указывающую на тип автомобиля, требующего дополнительного обучения. Такие требования совпадают во всех штатах, обучение и сдача экзаменов регулируются федеральным правительством.
P: пассажирский транспорт (16 человек и более)
H: (hazardous) опасные материалы. Для получения прав также требуется проверка на отсутствие судимости.
N: автомобили, перевозящие жидкие материалы в цистернах.
T: двойные/тройные прицепы (автопоезда).
X: опасные материалы, перевозимые в цистернах.
L: пневматические тормоза
S: школьные автобусы (также требуется проверка на отсутствие судимости).
Для категорий H и X также требуется гражданство США, для остальных видов прав — гражданство либо вид на жительство.
Минимальный возраст для вождения коммерческого автомобиля при поездке за границы штата, согласно требованиям федерального закона, составляет 21 год. Для вождения школьных автобусов возраст обычно выше, как правило, 25 лет.
Некоторые штаты могут выдавать права на вождение коммерческих автомобилей только в границах штата, для лиц в возрасте от 18 до 21 года.

## Законы для начинающих водителей

Возрастные требования для получения водительских прав по штатам США
14 лет, 3 месяца
15 лет
15 лет, 6 месяцев
16 лет
16 лет, 3—4 месяца
16 лет, 6 месяцев
17 лет

Минимальный возраст для получения водительских прав отличается в разных штатах, от 14 лет (в Южной Дакоте) до 17 лет (в Нью-Джерси). В большинстве штатов законы для начинающих водителей относятся к новичкам — подросткам, которые именуются «временными водителями», «младшими операторами» и др. В отличие от Австралии и некоторых провинций Канады, в США для начинающих водителей не существует дополнительных ограничений скорости, запрета управлять автомобилем с прицепом и др. Ограничения обычно касаются количества несовершеннолетних пассажиров и времени суток.
От начинающих водителей младше 18 лет также могут потребовать пройти расширенное обучение. Некоторые штаты, например Нью-Йорк, могут требовать пройти обучение и от совершеннолетних начинающих водителей.
В отличие от Европы и Австралии, начинающие водители старше 18 лет (в Нью-Джерси и округе Колумбия — старше 21 года) не становятся объектом каких-либо дополнительных ограничений. Однако, в некоторых штатах на таких водителей распространяется испытательный срок (обычно от 6 месяцев до 2 лет), в течение которого следуют более жёсткие наказания за нарушения правил дорожного движения.

## Использование водительских прав как удостоверения личности и доказательство возраста
Водительские права, выданные в Соединённых Штатах, имеют номер или буквенно-цифровой код, выданный Департаментом автотранспортных средств штата выдачи (или эквивалентным учреждением), обычно содержат фотографию предъявителя, копию подписи, почтовый адрес и основное место жительства, тип или класс лицензии, ограничения, одобрения (если есть), физические характеристики (рост, вес, цвет волос и глаз, иногда цвет кожи) и дата рождения. В штате не может быть двух прав с одним кодом.
Федеральным законом запрещается указывать на правах номера социального страхования (SSN) в связи со случаями мошенничества (кража идентичности).
В большинстве штатов ориентация прав для водителей младше 21 года вертикальная, старше 21 года — горизонтальная. Это различие позволяет с лёгкостью определить возраст, то есть имеется ли право законно покупать и употреблять алкоголь (в США разрешается с 21 года).
Многие штаты требуют в случае переезда получать права нового штата в течение определённого времени.
Так как в США не существует какого-либо установленного законом удостоверения личности, водительские права часто используются в таких целях и государством, и частными компаниями. Как следствие, права часто являются объектом для попыток кражи идентичности. Права использовались в таких целях не всегда; вплоть до 1980-х во многих штатах на правах вообще не было фотографий. Последними штатами, добавившими фотографии на свои права, стали Нью-Йорк и Теннесси (1986).
Однако, штат Нью-Джерси позднее разрешил совершеннолетним получать права без фотографий. Впоследствии это положение было отменено.
Информация, помещаемая на права, меняется от штата к штату, и может включать в себя отпечатки пальцев, штрих-коды, магнитную полосу и другое. В настоящее время власти отдельных штатов медленно переходят на цифровой стандарт водительских прав, включающий голограммы и штрих-коды.
Для лиц, лишённых водительских прав за езду в нетрезвом состоянии решением суда, по ходатайству правонарушителя могут быть выданы специальные водительские права, действующие с ограничениями. Ограничения в основном оговаривают поездки на работу и с работы в установленные решением суда часы. На таких правах ставится соответствующая отметка DUI (от англ. driving under influence), что в переводе дословно означает — езда в нетрезвом состоянии. По истечении определённого судом времени и при условии выполнения необходимых процедур, в частности, таких как прохождение специального курса за езду в нетрезвом состоянии, водитель имеет право получить водительские права без вышеописанных ограничений.

## Удостоверение «не водителя»
Все штаты обеспечивают выпуск идентификационных карт для лиц, которые по каким-либо причинам не управляют автомобилем; обычно через то же самое правительственное учреждение. Такие карты имеют те же самые характеристики, что и водительские права, и обычно выдаются инвалидам, физически не способным водить машины, студентам, лицам в больших городах с развитым общественным транспортом и другим.